# 東文氏
東文氏（やまとのふみうじ）は、後漢霊帝の曽孫と伝えられる阿知使主の後裔と称する渡来系氏族。東漢氏が6世紀から7世紀にかけて枝分かれした氏族の一つ。倭書・文・書にも作る。

## 概要
姓ははじめ首、天武天皇十年（681年）十二月に書智徳が連に改姓。天武天皇十四年（685年）六月に忌寸を賜わる。延暦四年（785年）六月、宿禰の姓を賜わる。
西文氏と並び、大和在住の史らの指揮する地位にあり、東文氏の子は五位以上の子孫とともに、無条件で大学に入学する資格を認められた。西文氏とともに毎年6月・12月の晦日の大祓に際し、祓刀を奉り、祓詞を読む訳目を担う。